# 서리 대학교
서리 대학교(University of Surrey)는 영국 잉글랜드 남동부의 서리주 길퍼드에 위치한 공립 종합대학교이다.

## 역사
전신은 1891년 설립된 바터시 기술전문학교다. 런던의 가난한 주민을 위한 고등교육을 제공한다는 목표 아래 1894년부터 학생들을 가르쳤다. 1956년, 정식 명칭을 바터시 공과대학으로 개칭했으며 60년대의 시작과 함께 바터시를 떠나 길퍼드로 캠퍼스를 옮긴다는 계획을 세운다. 1965년에는 길퍼드에 캠퍼스 부지를 확보했다. 1966년, 종합대학교 지위를 승인하는 왕실의 헌장을 받았다. 뒤이어 1970년에는 캠퍼스 이전 작업이 완료되었다.

## 캠퍼스
1968년부터 사용 중인 스태그 힐의 새 캠퍼스는 38헥타르에 달하며 길퍼드 성당과 인접해 있다. 서리와 북동부 햄프셔주의 BBC 지역 라디오 방송국이 캠퍼스 내에 위치해 있다.

## 학문적 성과

### 순위
2018년 QS 세계 대학 순위에서 272위, 2017년 세계 대학 학술 순위에서 301-400위를 차지했다.

### 연구
1992년에 발사된 한국 최초의 인공위성 '우리별 1호'의 개발을 위해 한국과학기술원 학생 10명이 서리 대학교에서 유학하였다.
2014년 3월, 당시 영국 총리였던 데이비드 캐머런은 킹스 칼리지 런던, 드레스덴 공과대학교, 서리 대학교 3개 대학 간 5세대 이동 통신 연구를 위한 협력관계 체결을 발표했다.

## 같이 보기
- 서리 새틀라이트 테크놀로지